# ガス工場

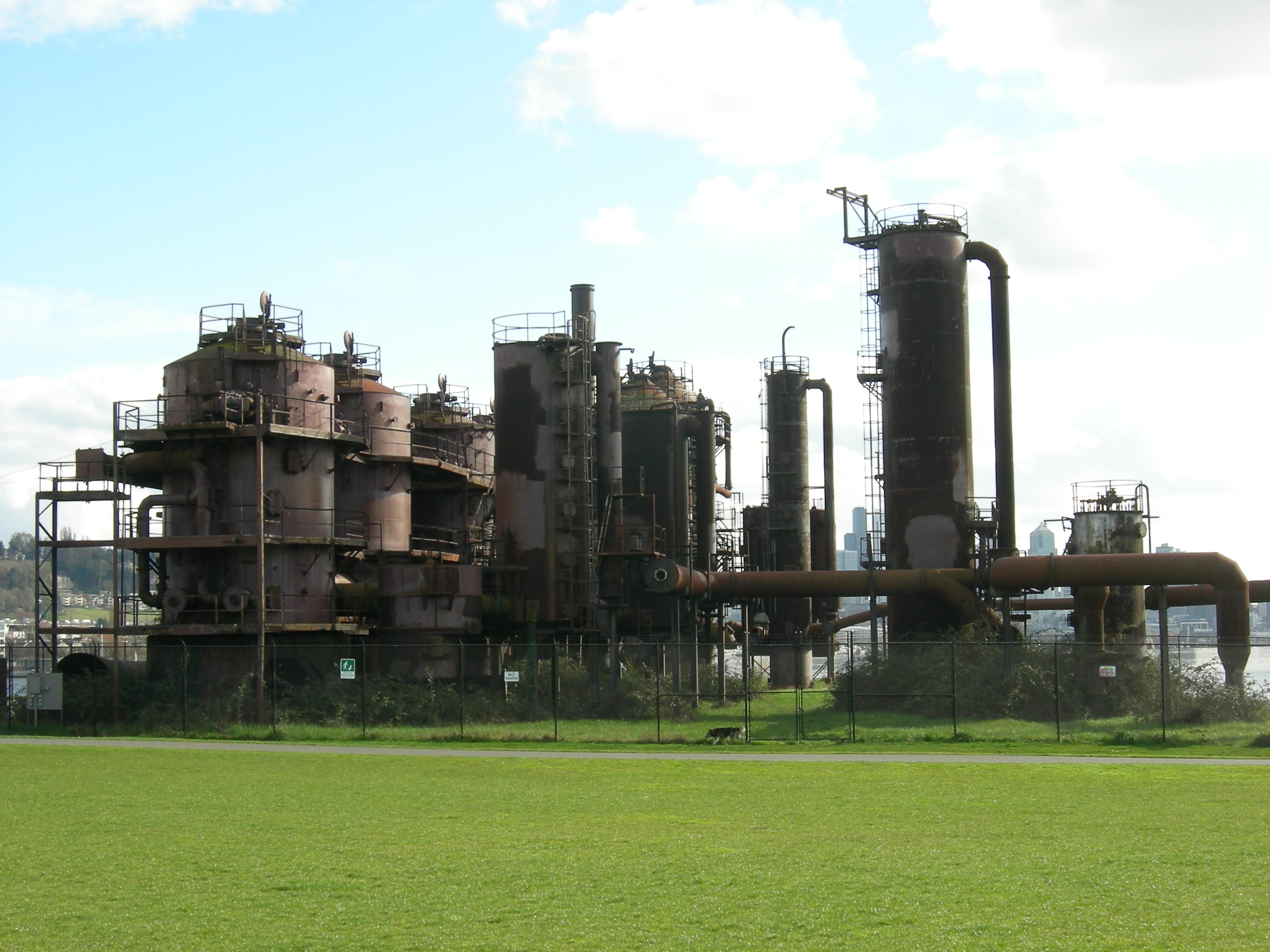
アメリカ合衆国ワシントン州シアトルのガスワークパークに保存されている、石炭ガスの生産工場

ガス工場（ガスこうじょう）は、都市ガスの製造と供給を行う工場である。古くは石炭を乾留して石炭ガスを生産する工場であったが、都市ガスの天然ガスへの転換以降は、天然ガスの供給拠点としての役割を果たすようになっている。

## 歴史
石炭から製造したガスを利用する技術に関わった人物は多いが、ガス事業の始祖とみなされることが多いのは、イギリスの機械技術者であったウィリアム・マードックである。彼は1792年にコーンウォールの自宅に蒸留器を設置して石炭ガスを製造し、金属管で家の中に導いてそこで燃やすことにより、家の照明に利用した。この他に、1785年に旧ルーヴァン大学において教室の照明にガスを利用したオランダのジャン・ミンケラーや、1791年に木材乾留によりガスを得て実用化したフランスのフィリップ・ルボンらがガス実用化の創始期の人物として挙げられる。その後、19世紀初めのロンドンとパリにおいて都市ガス事業を開始したフレデリック・アルバート・ウィンザーの働きにより都市ガスの利用が普及していくようになった。ロンドンでは1814年から1820年頃には、鉄管で各家庭にガスを配給して利用する事業が普及し、やがて照明だけではなく調理や暖房目的でもガスが利用されるようになった。
都市ガスの製造には、当初は水平式レトルトが用いられた。耐火煉瓦で造られた円筒型またはカマボコ型の炉を水平に配置し、石炭を投入して周囲から1000 - 1200度前後で加熱して石炭ガスを得て、最後にコークスが残る。当初は石炭の装入とコークスの取り出しを同じ口から行う有底式であったが、後に効率向上のために装入口と取り出し口を別にした貫通式が一般的となった。その後、ガスを作るだけではなく製鉄や鋳造など工業で利用するコークスの製造も考慮したコークス炉あるいは室式炉と呼ぶ設備が普及した。これは炭化室と燃焼室が交互に配置された構造になっており、製造能率が高くなった。またコークスを熱し空気と水蒸気を作用させて得る水性ガスや、これに重油を噴射して熱分解させて出る炭化水素により熱量を補う増熱水性ガスといったものも利用された。第二次世界大戦後石油の価格が低下すると、石油を原料にガスを製造することが広がり、加熱により熱分解油ガスを得るもの、触媒を用いて分解して接触分解油ガスを得るものなども用いられるようになった。これはコークス炉では通年稼働が前提となるため、ガスの需要の波動に対応することが難しかったことが理由としてあり、ガス製造単価の安いコークス炉をベースロード用、建設費が安い油ガス発生装置をピークロード用に使い分けることになった。
天然ガスは、19世紀後半にはロシア帝国やアメリカ合衆国で都市ガスに利用した実績があったが、低温技術が進歩したことにより、マイナス160度に冷却することで液化して輸送することが可能となった。液化天然ガス (LNG) の海上輸送は1964年にアルジェリアからイギリスへ向けて行われたのが最初であった。天然ガスは液化の際に硫黄などの不純物が完全に除去されることからクリーンであり、液化すると気体の時の約600分の1の体積になることから輸送や貯蔵をしやすく、温めるだけで気化できることから製造設備を簡略化できるという利点がある。さらに、同じ体積あたりの熱量が約2.4倍となることから、ガス配管などの能力が向上することになり、設備投資が少なくて済むという利点もある。天然ガス転換後のガス工場は、輸入したLNGを貯蔵し、海水を利用した気化器を通して気化して付臭などを行って送り出す設備となっている。

## 構成
石炭ガス工場
石炭ガスの工場では、石炭をコークス炉と呼ばれる炉に投入し高温で乾留する。約300度前後から石炭は軟化溶融し始め、二酸化炭素、一酸化炭素、水素、メタンなどのガス類に水蒸気、コールタールやベンゾールなどが発生し、最後にコークスが残る。高温乾留の場合、ガスが20 - 24パーセント、タールが4 - 5パーセント、ベンゾールが約1パーセント、コークスが60 - 70パーセント程度得られる。コークス炉から取り出されたガスは冷却され、水の中を通すことでコールタールやアンモニアなどが除かれる。さらに含まれている硫黄分などを除くために触媒の中を通して、最終的なガスが得られる。
副産物として得られるコークスは、製鉄や鋳物製造などで利用され、それ自体が高い商品価値を持つ。またコールタールからはナフタレンの形で塩化ビニルやポリエステル樹脂の可塑剤、クレオソート油の形で木材防腐剤、タイヤ用のカーボンブラック、無水タールの形で鋳鉄管防錆剤、ピッチの形で炭素材や電極、粗製アントラセンの形で染料、クレゾール酸の形でプリント配線基板などに利用される。ベンゾールからはナイロン、スチレン、塗料用溶剤などが作られる。ガスから取り除いた硫黄は硫安（硫酸アンモニウム）の形で化成肥料などに利用される。
石油ガス工場
石油ガスの工場では、原油や重油、あるいはナフサなどの原料油からガスを製造する。加熱により分解する方式では、加熱された装置内に水蒸気とともに原料油を噴射し、熱分解させる。この装置では、加熱する時間帯とガスを製造する時間帯を繰り返す。一方触媒により分解する方法では触媒装置に通してガスに分解する。石炭ガスと同様に、タールやベンゾールなどの不純物を回収して最終的なガスとなる。
天然ガス工場
天然ガスによるガス製造では、LNGタンカーやLNGローリーで運ばれてきたLNGをタンクに受け入れし、必要に応じて海水や空温、さらには温水を熱源とする気化器で気化させて、熱量の調整や付臭などの処理を行った後に送出する。タンク内で貯蔵中に蒸発して発生したガスはボイルオフガス(BOG)と呼ばれ、LNGを気化させたいわゆる天然ガスとは組成が異なるため、状況により圧縮機によって再圧縮して送り出すか、自社あるいは近隣の火力発電所で燃料として消費する。
気化の際には体積が膨張するため、この膨張時の圧力エネルギーを利用してタービンを駆動し発電を行う冷熱発電という技術があり、省エネルギー化に利用されている。またLNGの超低温を利用して、冷凍食品の製造といったことも行われている。